# Concepción de la Sierra
Concepción de la Sierra är en kommunhuvudort i Argentina.   Den ligger i provinsen Misiones, i den nordöstra delen av landet, 800 km norr om huvudstaden Buenos Aires. Concepción de la Sierra ligger 167 meter över havet och antalet invånare är 7 398.
Terrängen runt Concepción de la Sierra är huvudsakligen platt. Concepción de la Sierra ligger uppe på en höjd. Concepción de la Sierra är det största samhället i trakten.
Omgivningarna runt Concepción de la Sierra är huvudsakligen savann. Runt Concepción de la Sierra är det glesbefolkat, med 12 invånare per kvadratkilometer.